# Krak
Krak kan även avse ett vitt tygstycke som monteras på en skredstång.
Krak är i slavisk mytologi staden Krakóws grundare. 
Krak befriade en grupp människor från en drake genom att lura på den ett fårskin indränkt i salpeter. Efter att draken hade exploderat började han grunda staden.